# Хаві Пуадо
Хав'єр Пуадо Діас (ісп. Javier Puado Díaz; нар. 25 травня 1998, Барселона, Іспанія) — іспанський футболіст, нападник клубу «Еспаньйол».

## Клубна кар'єра
Хаві є вихованцем «Еспаньйола». У 16 років прийшов, а 2017 року закінчив академію клубу. 20 серпня 2016 року дебютував за другу команду в поєдинку проти «Льягостери». Через тиждень вийшов на поле в поєдинку проти «другої команди Валенсії», де зазнав важкої травми коліна і вибув на вісім місяців. Повернувся на поле 14 травня 2017 року в поєдинку проти «Сабаделя», де зміг забити свій перший м'яч у професійному футболі.
21 червня 2017 року підписав контракт на п'ять років.
Перед сезоном 2018/2019 вирушив на збори з основною командою. 18 серпня 2018 року дебютував у Прімері поєдинком проти «Сельти», вийшовши на заміну на 81-ій хвилині замість Пабло П'ятті.
У сезоні 2019/20 виступав на правах оренди за клуб «Реал Сарагоса», після чого повернувся в «Еспаньйол», де став основним гравцем.

## Виступи за збірні
2016 року дебютував у складі юнацької збірної Іспанії (U-20), загалом на юнацькому рівні взяв участь у 6 іграх. 2019 року дебютував в матчах за збірну Каталонії, забивши гол у товариській грі з Венесуелою (2:1).
З 2019 року залучався до складу молодіжної збірної Іспанії. У її складі поїхав на молодіжний чемпіонат Європи 2021 року в Угорщині та Словенії, де дійшов з командою до півфіналу, зігравши у всіх п'яти іграх на турнірі, і був включений до символічної збірної турніру.
У складі олімпійської збірної Іспанії Субіменді був учасником футбольного турніру Олімпійських ігор-2020 у Токіо, де іспанці здобули срібні нагороди, а сам Хаві зіграв у 2 іграх.
Через ізоляцію деяких гравців національної збірної Іспанії після позитивного тесту на COVID-19 у Серхіо Бускетса, гравці молодіжної збірної Іспанії були викликані до лав національної команди на міжнародний товариський матч проти Литви 8 червня 2021 року. Хаві Пуадо зіграв у тому матчі, який закінчився перемогою іспанців 4:0 та відзначився голом, таким чином дебютувавши за національну збірну.

## Досягнення
- Срібний призер літніх Олімпійських ігор: 2020

Особисті
- Гол місяця Ла-Ліги: січень 2025[11]